# АЕС Нарора
Атомна електростанція Нарора це атомна електростанція, розташована в Нарорі, Дібай-Техсіл, округ Буландшахар в штаті Уттар-Прадеш, Індія.

## Історія
На станції розташовано два реактори, кожен з яких є важководним реактором під тиском (PHWR), здатним виробляти 220 МВт електроенергії. Промислова експлуатація НАПС-1 розпочалася 1 січня 1991 року, НАПС-2 — 1 липня 1992 року.
Спочатку реактори не перебували під гарантіями МАГАТЕ; але після підписання угоди 1-2-3 вони були поміщені під моніторинг МАГАТЕ з 2014 року.

## Інформація про реактори
| Черга | Блок | Реактор | Реактор   | Статус  | Потужність | Потужність | Початок будівництва | Перша критичність | Підключення до мережі | Комерційна експлуатація | Закриття | Зауваження |
| Черга | Блок | Тип     | Модель    | Статус  | Нетто      | Брутто     | Початок будівництва | Перша критичність | Підключення до мережі | Комерційна експлуатація | Закриття | Зауваження |
| ----- | ---- | ------- | --------- | ------- | ---------- | ---------- | ------------------- | ----------------- | --------------------- | ----------------------- | -------- | ---------- |
| I     | 1    | PHWR    | IPHWR-220 | Працюєє | 202        | 220        | 1 грудня 1976       | 12 березня 1989   | 29 липня 1989         | 1 січня 1991            | Н/Д      | [ 5 ]      |
| I     | 2    | PHWR    | IPHWR-220 | Працюєє | 202        | 220        | 1 листопада 1977    | 24 жовтня 1991    | 5 січня 1992          | 1 липня 1992            | Н/Д      | [ 6 ]      |